# Marcelo Romero
Marcelo Romero, vollständiger Name Clever Marcelo Romero Silva, (* 4. Juli 1976 in Montevideo) ist ein ehemaliger uruguayischer Fußballspieler.

## Spielerkarriere

### Verein
Marcelo Romero ist der Cousin des Fußballspielers Diego Rolán. Von der Clausura 1994 bis einschließlich der Clausura 1995 gehörte er dem Kader des Club Atlético Peñarol in der Primera División an. Seit der Apertura 19966 spielte er für den Erstligisten  Defensor Sporting. Ab der Clausura 1997 wird er erneut als Spieler Peñarols geführt. In jenem Jahr wurde er mit dem Klub aus Montevideo Uruguayischer Meister. Ein zweiter Titelgewinn der Landesmeisterschaft folgte 1999. In dieser zweiten bis in das Torneo Clasificatorio 2001 währenden Zugehörigkeitsphase zum Team der "Aurinegros" bestritt er insgesamt 84 Erstligaspiele und schoss fünf Tore. In der Spielzeit 2001/02 trat er ein Engagement beim spanischen Verein FC Málaga an. Dort stehen für ihn 119 Partien (vier Tore) in der Primera División und nachdem er 2006 mit dem Klub in die Zweitklassigkeit abstieg, elf weitere Begegnungen (kein Tor) in der Saison 2006/07 in der Segunda División zu Buche. Der FC Málaga gewann in diesem Zeitraum den UEFA Intertoto Cup 2002. In der Saison 2002/03, als sein Landsmann Darío Silva ebenfalls zum Kader gehörte, erreichte Romeros Mannschaft das Viertelfinale im UEFA-Pokal. Im Viertelfinale scheiterte man an Boavista Porto im Elfmeterschießen. Als letzte Karrierestation in Spanien wird in der Saison 2007/08 der FC Lucena geführt. Von seinem Ligadebüt für den neuen Arbeitgeber am 20. Januar 2008 bei der 2:3-Auswärtsniederlage gegen Melilla bis zu seinem letzten Einsatz am 3. Mai 2008 lief er dort 14-mal in der Liga auf. Ein Tor erzielte er nicht.
Am 4. Februar 2009 unterschrieb er einen Vertrag bei den Carolina RailHawks in den USA, die zu dem Zeitpunkt in der USL First Division spielten. Es stellte sich heraus, dass er schwere Knieverletzungen erlitten habe, die allgemein nicht bekannt waren. Diese wurden nach der Unterzeichnung des neuen Vertrages erst bekannt. Durch diese Verletzungen konnte er nur ein Vorbereitungsspiel bestreiten. Im April 2009 wurde er dann schließlich entlassen, ohne auch nur ein einziges Spiel in der Liga gemacht zu haben.

### Nationalmannschaft
Er absolvierte sein Länderspieldebüt am 20. September 1995 beim 3:1-Sieg im Freundschaftsspiel gegen Israel. Er nahm an den Turnieren um die Copa América in den Jahren 1997 und 1999 teil und absolvierte bei der Weltmeisterschaft 2002 zwei WM-Spiele bei den Unentschieden gegen Frankreich und Senegal. Bis zu seinem letzten Einsatz für die Celeste am 6. Juni 2004 absolvierte er 25 Spiele und schoss dabei kein Tor.

## Erfolge
- Uruguayischer Meister: 1997, 1999
- UEFA Intertoto Cup 2002 (mit FC Málaga)

## Trainertätigkeit
Nach der aktiven Karriere war er zunächst Jugendtrainer bei Alhaurín de la Torre CF und übernahm dort schließlich die Erste Mannschaft in dieser Funktion. Anschließend wirkte er beim Marbella FC als Sportdirektor.
Am 30. Mai 2014 unterschrieb er einen Einjahresvertrag als Co-Trainer beim FC Málaga. Als solcher wirkte er an der Seite von Cheftrainer Javi Gracia sowie dessen Nachfolger Juande Ramos. Nachdem Ramos am 27. Dezember 2016 von seinen Aufgaben entbunden wurde, übernahm Romero am Folgetag zunächst bis Saisonende dessen Funktion. Die Mannschaft lag zu diesem Zeitpunkt nach 16 Spieltagen auf dem 11. Platz der Primera División.